# Police du Capitole des États-Unis
United States Capitol Police
Ne doit pas être confondu avec Département de la police métropolitaine du district de Columbia.

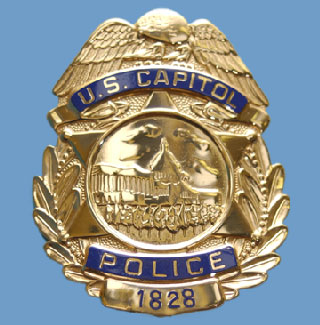
Insigne de la police du Capitole des États-Unis.

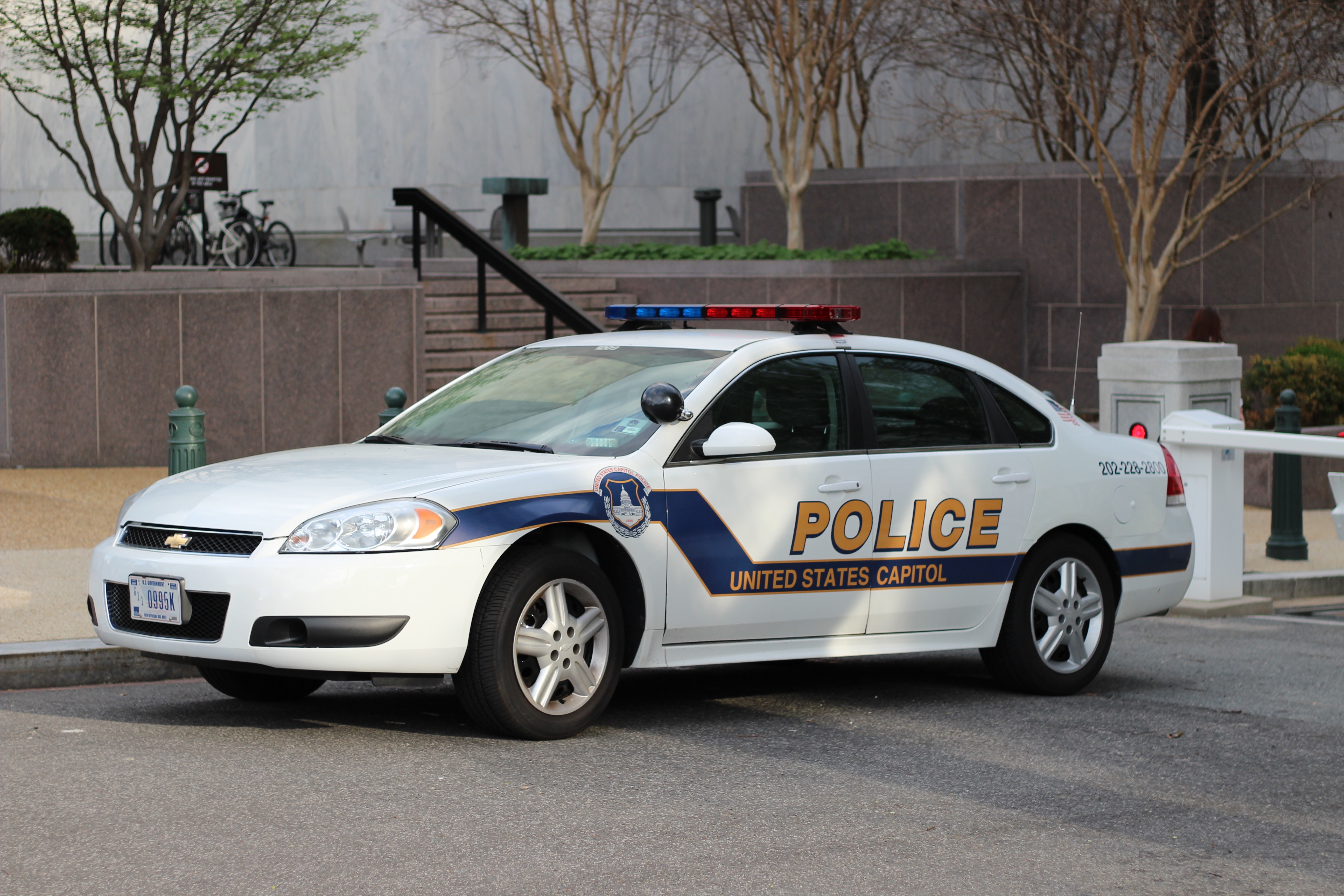
Chevrolet Impala de l'USCP en 2015.

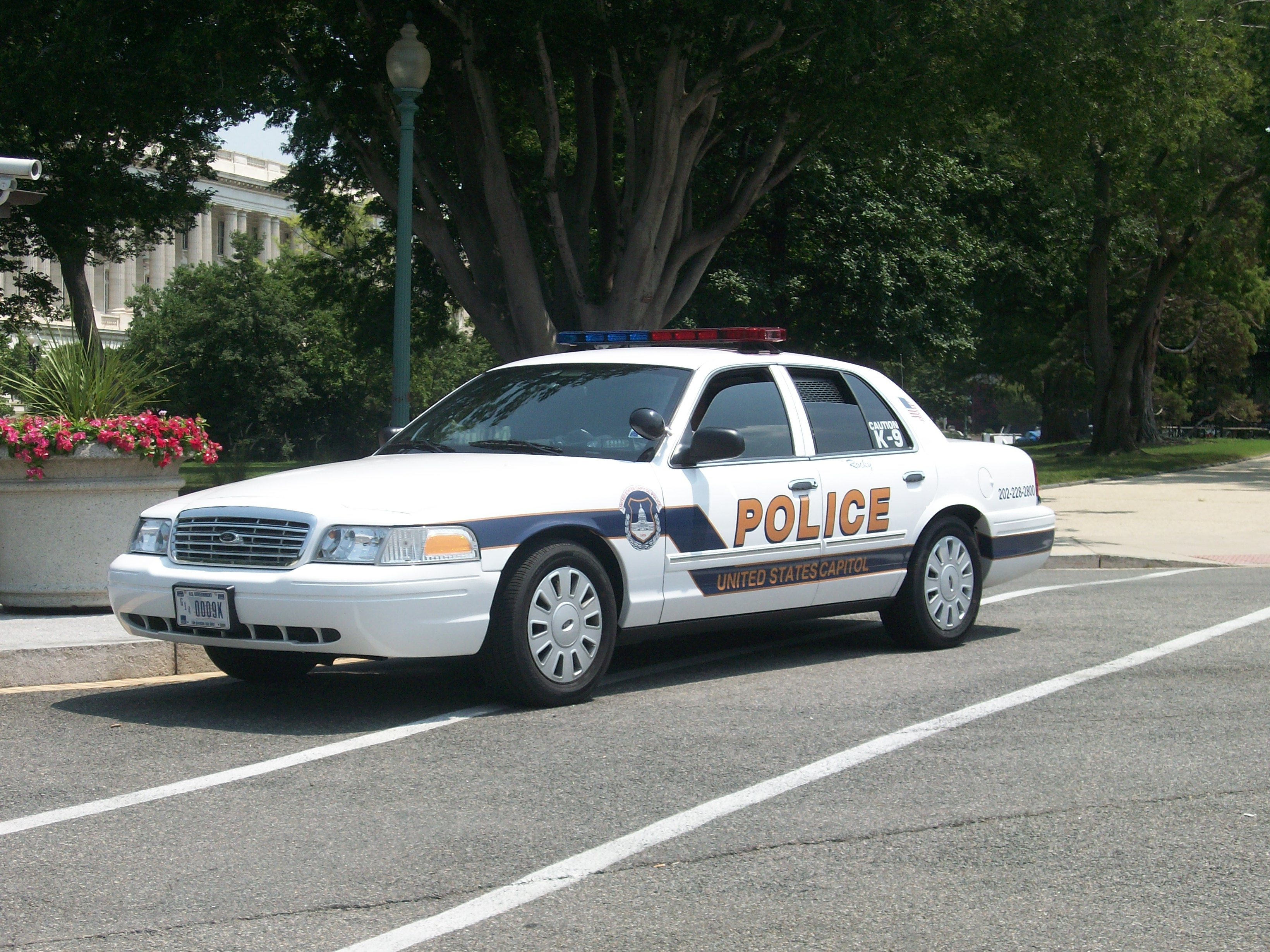
Ford Crown Victoria de l'USCP en 2011

La police du Capitole des États-Unis (en anglais : United States Capitol Police ou USCP) est le service fédéral de police chargée de la protection du Congrès des États-Unis à Washington mais également de ses représentants sur tout le territoire américain. Elle emploie 2249 agents au titre des effectifs prévus au titre de l'année fiscale 2023.

## Organisation
Elle est créée par le Congrès en 1828 à la suite de l'attaque physique d'un fils de John Quincy Adams, alors président des États-Unis, dans la rotonde du Capitole. Son travail, à l'origine, n'était que de protéger le capitole des États-Unis, bâtiment à Washington qui abrite les deux chambres du Congrès. Sa mission a été étendue à la protection des membres et du personnel du Congrès ainsi qu'aux visiteurs. Pour cela, la police du Capitole est dotée d'unités aux spécialités variées : outre un réseau d'agents patrouillant à pied, en voiture ou à des postes fixes, elle est équipée d'une unité de sécurité informatique, d'une unité d'intervention mobile rapide (la Containment and Emergency Response Team ou CERT), d'une unité cynophile (K-9) et d'une unité de neutralisation des colis piégés (démineurs et spécialistes de décontamination pour tout danger NRBC).
Aujourd'hui, un policier du Capitole a comme responsabilités de protéger la vie des parlementaires et leurs familles (dans tout le pays) et des autres personnels, de protéger les biens, de prévenir, détecter et enquêter au sujet des actes délictuels et criminels, de faire respecter les règles de circulation dans l'ensemble des immeubles, parcs et autres terrains du Congrès. Le service a une autorité exclusive sur le périmètre du Capitole et partage celle-ci avec d'autres services de police dont la United States Park Police ainsi que la police métropolitaine du District de Columbia pour une zone d'environ 200 pâtés de maisons autour du complexe du Capitole.
Comme plusieurs autres services fédéraux de police, l'entraînement des recrues se fait au Federal Law Enforcement Training Center (FLETC), situé à Glynco en Géorgie puis complété au FLETC de Cheltenham (en), au Maryland.
La CERT étant, pour le service, l'équivalent d'un SWAT pour les grandes unités de police aux États-Unis, ses membres subissent des tests physiques et psychologiques lors de leur candidature ainsi qu'après plusieurs années de service.

### Critiques
L'action de la police du Capitole a été critiquée, pour son inefficacité, son manque de préparation, son manque d'initiative et la minimisation des incidents entourant l'assaut du Capitole par des partisans de Donald Trump, le 6 janvier 2021,. Steven Sund, chef de ce service fédéral de police et les " sergents d'armes "  du Congrès et du Sénat - hauts responsables de la sécurité des deux entités élues, au niveau fédéral -  ont présenté leurs démissions le lendemain des événements. Des élus ont réclamé une réorganisation de cette force de police et leurs dirigeants ont reconnu des « défaillances ».

## Hiérarchie et insignes
| Titre ou grade           | Titre ou grade        | Insignes |
| ------------------------ | --------------------- | -------- |
| Chef de police           | Chief of Police       |          |
| Chef adjoint             | Assistant Chief       |          |
| Chef des opérations      | Chief of Operations   |          |
| Sous-chef adjoint        | Deputy Chief          |          |
| Inspecteur               | Inspector             |          |
| Capitaine                | Captain               |          |
| Lieutenant               | Lieutenant            |          |
| Sergent                  | Sergeant              |          |
| Caporal                  | Corporal              |          |
| Policier première classe | Private First Class   |          |
| Policier entrainé        | Private with Training |          |
| Policier                 | Private               |          |

## Armes de service et véhicules de patrouille
Les voitures fréquemment utilisées par la police fédérale du Capitole des États-Unis sont la Crown Victoria Police Interceptor, modèle 2011 et la Chevrolet Impala, modèle 2015.

## Policiers du Capitole morts en service
Cinq policiers de ce service fédéral de police dépendant du pouvoir législatif ont été tués en service : un en 1984 au cours d'un entraînement, deux le 24 juillet 1998 lors d'une fusillade, un autre le 6 janvier 2021 durant les émeutes qui ont suivi un appel du président sortant Trump, à contester les résultats officiels des élections présidentielles américaines de novembre 2020 et le dernier le 2 avril 2021.
Le 24 juillet 1998, la fusillade est provoquée par un déséquilibré, Russell Eugene Weston Jr. Les deux policiers tués, l'agent Jacob Chestnut et le détective John Gibson, ont été inhumés au cimetière national d'Arlington après que leurs cercueils eurent été exposés dans la rotonde du Capitole.
Le quatrième agent, Brian D. Sicknick, a succombé d'un double AVC le lendemain des affrontements entourant l'assaut du Capitole par des partisans de Donald Trump, du 6 janvier 2021.
Le 2 avril 2021 vers 13 H 30, une voiture a roulé à pleine vitesse sur les barrières disposées tout autour du capitole formant un cordon de sécurité créé juste après l’attaque du bâtiment. L’agent William Evans, policier depuis 18 ans, est mort après avoir été percuté par le véhicule et un de ses collègues a été blessé. L’auteur des faits, Noah Green, âgé de 18 ans, partisan de Louis Farrakhan et adepte du mouvement « Nation of Islam » (nation d’islam) connu pour ses propos antisémites, sort ensuite de sa voiture un couteau à la main et se dirige vers d’autres policiers qui l’ont abattu. D’après certaines publications sur les réseaux sociaux, Noah Green était instable et fragile mentalement et psychiquement. La piste terroriste a toutefois été écartée.

## Source
- (en) Cet article est partiellement ou en totalité issu de l’article de Wikipédia en anglais intitulé « United States Capitol Police » (voir la liste des auteurs).